# دائرة برج الأمير عبد القادر
دائرة برج الأمير عبد القادر هي إحدى دوائر ولاية تيسمسيلت الجزائرية.